# Aster miyagii
Aster miyagii (лат.), или Окинава-гику (яп. 沖縄菊) — вид вечнозелёных цветковых растений из рода Астра (Aster) семейства Астровых (Asteraceae). Эндемик островов Рюкю.

## Ботаническое описание
A. miyagii является многолетним вечнозеленым цветковым растением. Достигает 20—30 см в длину, соцветие имеет диаметр около 25 мм. Цветки сине-фиолетовые, паппус — белый, длиной в 3,5—4 мм. Вид является диплоидным, о чем свидетельствует количество хромосом (2n = 18).
Период цветения длится с ноября по декабрь. Основные опылители неизвестны, но предполагается, что к ним относятся виды пчёл семейства Halictidae.

## Ареал
Вид эндемичен центральной части архипелага Рюкю в Японии, и встречается на группах островов Амами (в частности, Осима, Токуносима и Какеромадзима) и Окинава. Растет преимущественно на скалистой местности у морских побережий.

## Статус популяции и охрана
A. miyagii занесен в Красную книгу МСОП как уязвимый вид по критерию B2, и с аналогичным статусом входит в категорию сосудистых растений в четвертой версии Красной книги Японии. В 2015 году Министерство окружающей среды Японии отметило сокращение популяции, которая на тот момент насчитывала от 10000 до 20000 взрослых особей. Основную опасность представляют строительные процессы, работы по береговой защите, транспортные коридоры и незаконный сбор цветов.
Растение относится к Специальным зонам на территориях Национального парка Амами-Гунто и Квази-национального парка Окинава-Кайган. Вместе с этим, вид не находится под полной охраной, вследствие чего находится под угрозой.